# Extranet
Extranet je označení používané konkrétním ekonomickým subjektem pro specifický případ využívající mechanismů, přístupů a protokolů uplatňovaných v Internetu (a Intranetu) na množinu spolupracujících ekonomických subjektů. Typickými uživateli Extranetu jsou partneři ekonomického subjektu (dodavatelé,  prodejci, zákazníci aj.).
Zdroje extranetu jsou využívány k zefektivnění procesů, které mezi ekonomickým subjektem a partnery probíhají. Zjednodušeně lze extranet definovat jako privátní firemní intranet. Například firma sídlící v Praze má ve svém sídle vybudován Intranet. V Brně má obchodního zástupce, který se k intranetu připojuje. Toto připojení se označuje extranet.
Na rozdíl od klasických webových stránek, přístup k informacím na extranetu je možný pouze po autentizaci. Toto přihlašování bývá často řešeno víceúrovňově. Každý uživatel má potom přístup pouze ke konkrétním informacím.
Výhody extranetu
- Možnost výměny velkých objemů dat (údajú) elektronicky,
- sdílení dat (údajů) o produktech s obchodními partnery
- společné školení nebo spolupráce,
- sdílení služeb, například aplikace online bankovnictví mezi pobočkami banky.[3]